# 崔顯旭
崔顯旭（： Choi Hyun-Wook，2002年1月30日—），棒球選手出身的韓國男演員，曾被譯為崔賢旭。因出演網劇《Real:Time:Love1》的文藝燦一角獲得關注，之後在《二十五，二十一》與《弱美男英雄》展現新星形象。

## 演藝經歷
2019年8月在Youtube和Naver上播出的網劇《Real:Time:Love1》飾演文藝燦一角，由於該劇話題性高及累計約五千萬點擊率，因而在2020年有了續集《Real:Time:Love2》、《Real:Time:Love3》、《Real:Time:Love4》。同年參演了《漫撕男女》，飾演對韓仙女無所不知的男知己盧藝俊。
2021年首次出演電視劇，在《模範計程車》中飾演校園暴力犯朴勝泰一角，之後在《Racket少年團》飾演羽球選手羅雨燦，展現了不同的樣貌，憑藉這兩部作品獲得了當年SBS演技大賞的年度新人獎。
2022年出演《二十五，二十一》，劇中飾演文智雄一角，憑藉這部作品獲得了第58屆百想藝術大賞電視部門男子新人演技獎的提名。

## 個人生活

### 争议
2023年10月，崔显旭被民眾摄下于街头吸烟并乱扔烟头的影片，影片在网路发布后引发争议，媒体亦指出其乱扔烟头的行为违反韩国《废弃物管理法》的相关条款。随后，崔显旭通过经纪公司承认错误并公开道歉，亦为擅自丢弃烟头的行为缴纳罚款。

## 影視作品

### 劇集
| 年份   | 平台                   | 劇名                  | 角色               | 備註     |
| 2019   | WHYNOT                 | 《Real:Time:Love1》   | 文藝燦             | 網絡劇   |
| 2020   | WHYNOT                 | 《Real:Time:Love2》   | 文藝燦             | 網絡劇   |
| 2020   | MBC DramaNet／Playlist | 《漫撕男女》          | 盧藝俊             | 網絡劇   |
| 2020   | WHYNOT                 | 《Real:Time:Love3》   | 文藝燦             | 網絡劇   |
| 2020   | WHYNOT                 | 《Real:Time:Love4》   | 文藝燦             | 網絡劇   |
| 2021   | SBS                    | 《模範計程車》        | 朴勝泰             |          |
| 2021   | SBS                    | 《Racket少年團》      | 羅雨燦             | 主演     |
| 2021   | tvN                    | 《智異山》            | 林哲京             | 少年时期 |
| 2022   | tvN                    | 《二十五，二十一》    | 文智雄             | 主演     |
| 2022   | wavve                  | 《弱美男英雄Class 1》 | 安秀浩             | 主演     |
| 2023   | Netflix                | 《D.P：逃兵追緝令2》  | 申芽挥             |          |
| 2023   | tvN                    | 《閃亮的西瓜》        | 河李燦（18歲時期） | 主演     |
| 2023   | U+Mobietv              | 《High Cookie》       | 徐浩秀             | 主演     |
| 2025   | tvN                    | 《那傢伙是黑炎龍》    | 班柱延             | 主演     |
| 2025   | Netflix                | 《弱美男英雄Class 2》 | 安秀浩             | 特別出演 |
| 2026   | Disney+                | 《魅惑》              |                    | 主演     |
| 待公布 | Netflix                | 《末排的少年》        |                    | 主演     |

### 音樂錄影帶
| 年份 | 歌手           | 歌名                             | 備註                           |
| 2022 | NewJeans       | 〈Ditto〉                        | 與NewJeans成員、朴持厚共同主演 |
| 2023 | 李遐怡、成始璄 | 〈골목길（Alley）〉              | 與裕善、洪秀珠共同主演         |
| 2024 | 李遐怡         | 〈그대가 해준 말（My Beloved）〉 | 與洪秀珠共同主演               |

## 音樂作品

### 電視原聲帶（OST）
| 年份 | 曲名     | 收錄專輯                     | 合唱藝人                     |
| 2022 | 《With》 | 《二十五，二十一》OST Part.7 | 金泰梨、南柱赫、苞娜、李宙明 |

## 獲獎及提名列表
| 年份 | 頒獎典禮              | 獎項                    | 作品                                 | 結果 |
| 2021 | SBS演技大獎           | 男子新人演技獎          | 《模範計程車》、《Racket少年團》     | 獲獎 |
| 2022 | 第58屆百想藝術大獎    | 電視部門 男子新人演技獎 | 《二十五，二十一》                   | 提名 |
| 2022 | 第58屆百想藝術大獎    | 男子人氣獎              | 不適用                               | 提名 |
| 2022 | 第8屆APAN Star Awards | 男子新人獎              | 《Racket少年團》、《二十五，二十一》 | 提名 |
| 2024 | 第3屆青龍系列大獎     | 電視劇部門 新人男演員獎 | 《High Cookie》                      | 提名 |

## 外部連結
- 崔顯旭的Instagram帳戶
- 崔顯旭在NAVER上的资料
- 崔顯旭在Daum上的资料
- 崔顯旭在HanCinema的頁面（英文）